# Phaloria curta
Phaloria curta är en insektsart som beskrevs av Andrej Vasiljevitj Gorochov 1996. Phaloria curta ingår i släktet Phaloria och familjen syrsor. Inga underarter finns listade i Catalogue of Life.